# Mrówkolwowate
Mrówkolwowate, mrówkolwy (Myrmeleontidae) – najliczniejsza w gatunki i najszerzej na świecie rozprzestrzeniona rodzina owadów z rzędu sieciarek (Neuroptera), blisko spokrewniona z żupałkowatymi (Ascalaphidae), od których różnią się krótszymi czułkami osobników dorosłych. Larwy obydwu rodzin są do siebie podobne. Typem nomenklatorycznym rodziny jest rodzaj Myrmeleon. Najstarsze znane skamieniałości pochodzą z wczesnej kredy, ok. 130 mln lat temu.

## Występowanie i biotop
Rodzina obejmuje ponad 2000 gatunków występujących w suchych, piaszczystych środowiskach całego świata. Najliczniej zasiedlają strefę suchych i półsuchych obszarów Azji, Afryki i Australii. W Europie są częstsze w części południowej. Z terenu Polski wykazano 8 gatunków, m.in. mrówkolew pospolity (Myrmeleon formicarius).

## Cechy morfologiczne

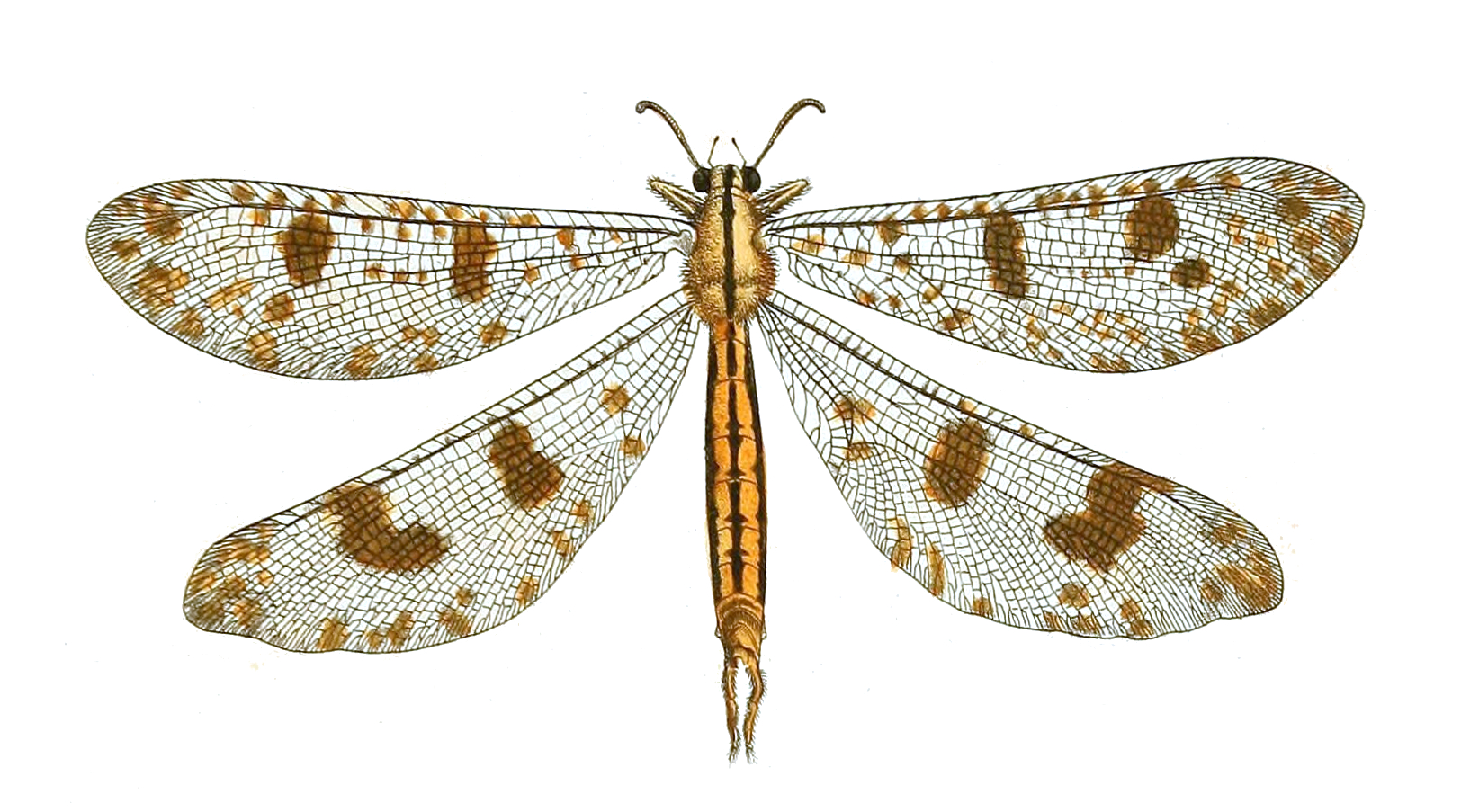
Myrmeleon libelluloides

Do mrówkolwowatych należą najwięksi przedstawiciele sieciarek. Mają dwie pary dużych skrzydeł, których długość dochodzi do 80 mm (przeważnie 40–50 mm), a rozpiętość wynosi około 60 mm. Budową zewnętrzną przypominają ważki, przy czym czułki mrówkolwowatych są lepiej rozwinięte i maczugowato zakończone, o długości zbliżonej do łącznej długości głowy i tułowia. Drugą, obok kształtu i długości czułków, cechą charakterystyczną rodziny jest kształt komórki hipostygmalnej położonej w wierzchołkowej (apikalnej) części skrzydła – jej długość u mrówkolwowatych jest wielokrotnością jej szerokości. Skrzydła obydwu par są podobnego kształtu i wielkości, gęsto użyłkowane, u niektórych gatunków pokryte ciemnymi plamami. Odwłok długi i smukły.

## Biologia

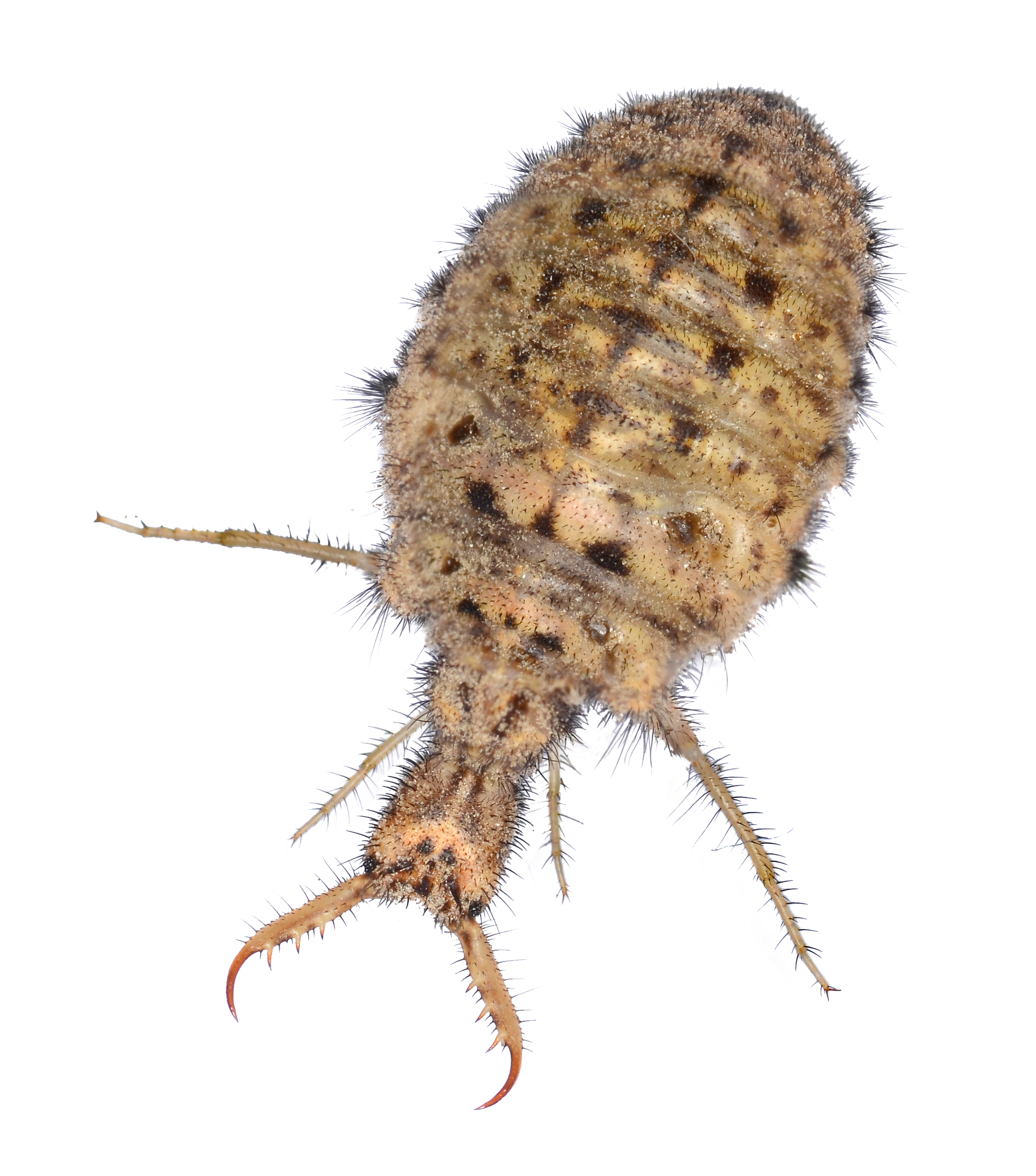
Larwa

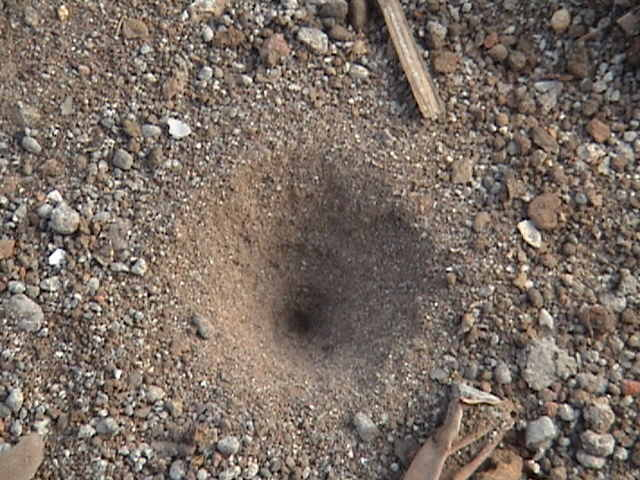
Pułapka zbudowana przez przedstawiciela Myrmeleontidae

Wszystkie larwy mrówkolwowatych są drapieżne. Mają masywne ciało, głowę spłaszczoną, dobrze schitynizowaną, szczególnie silnie rozwinięte żuwaczki, aparat gębowy typu kłująco-ssącego. Większość larw żyje w piasku lub w sypkiej glebie. Nie są terytorialne.
Larwy niektórych gatunków budują stożkowate zagłębienia pełniące funkcję pułapki. Najczęściej w miejscach osłoniętych od wiatru i deszczu larwa kopie zagłębienie o stromych krawędziach pokrytych sypkim, łatwo osuwającym się piaskiem. Po przygotowaniu pułapki larwa zagrzebuje się na jej dnie, gdzie – z rozsuniętymi żuwaczkami – wyczekuje na nieostrożną ofiarę, która zsunie się do wnętrza lejka. Uciekającą po zboczu pułapki ofiarę bombarduje piaskiem tak, aby zsuwała się. Chwyta ją silnymi żuwaczkami i wstrzykuje paraliżujące toksyny oraz enzymy powodujące rozkład ciała ofiary. Wysysa płynną substancję, a twarde resztki jej ciała odrzuca. W trawieniu pokarmu uczestniczą bakterie symbiotyczne.
Larwy pozostałych gatunków nie budują pułapek, lecz polują z ukrycia na przechodzące obok nich drobne zwierzęta. Niektóre żyją na drzewach, w dziuplach lub w spróchniałym drewnie (np. mrówkolew drzewny). Larwy mrówkolwowatych żywią się różnymi gatunkami stawonogów. Częstymi ich ofiarami są dorosłe mrówki, stąd nazwa rodziny.
Okres rozwoju larw jest uzależniony od dostępności pokarmu oraz sprawności łowieckiej osobnika. W zależności od gatunku i warunków środowiska trwa od roku do trzech lat. Po osiągnięciu masy krytycznej larwa buduje lepki kokon, w którym przeobraża się w poczwarkę. Kokon oblepia się ziarnami piasku i szczątkami organicznymi dając poczwarce osłonę na 30 dni, do czasu metamorfozy w postać dorosłą (imago).
Imagines są aktywne wieczorem. Słabo latają, co odróżnia je od ważek. Żywią się owadami i pokarmem pochodzenia roślinnego. Samice składają jaja w piasku. W Europie zimują larwy.

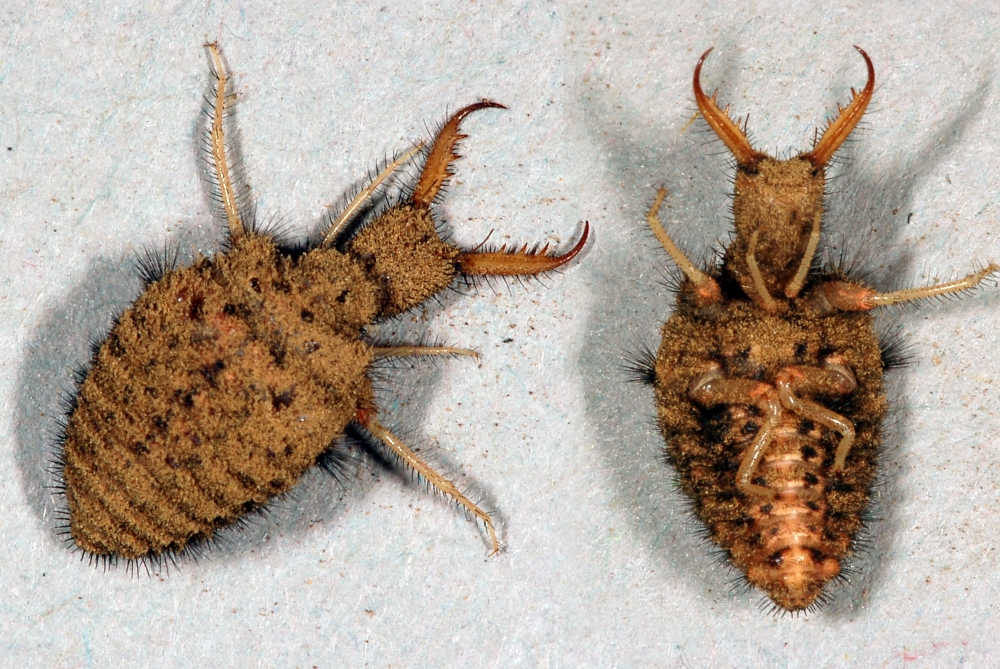
Grzbiet i spód larwy Euroleon nostras

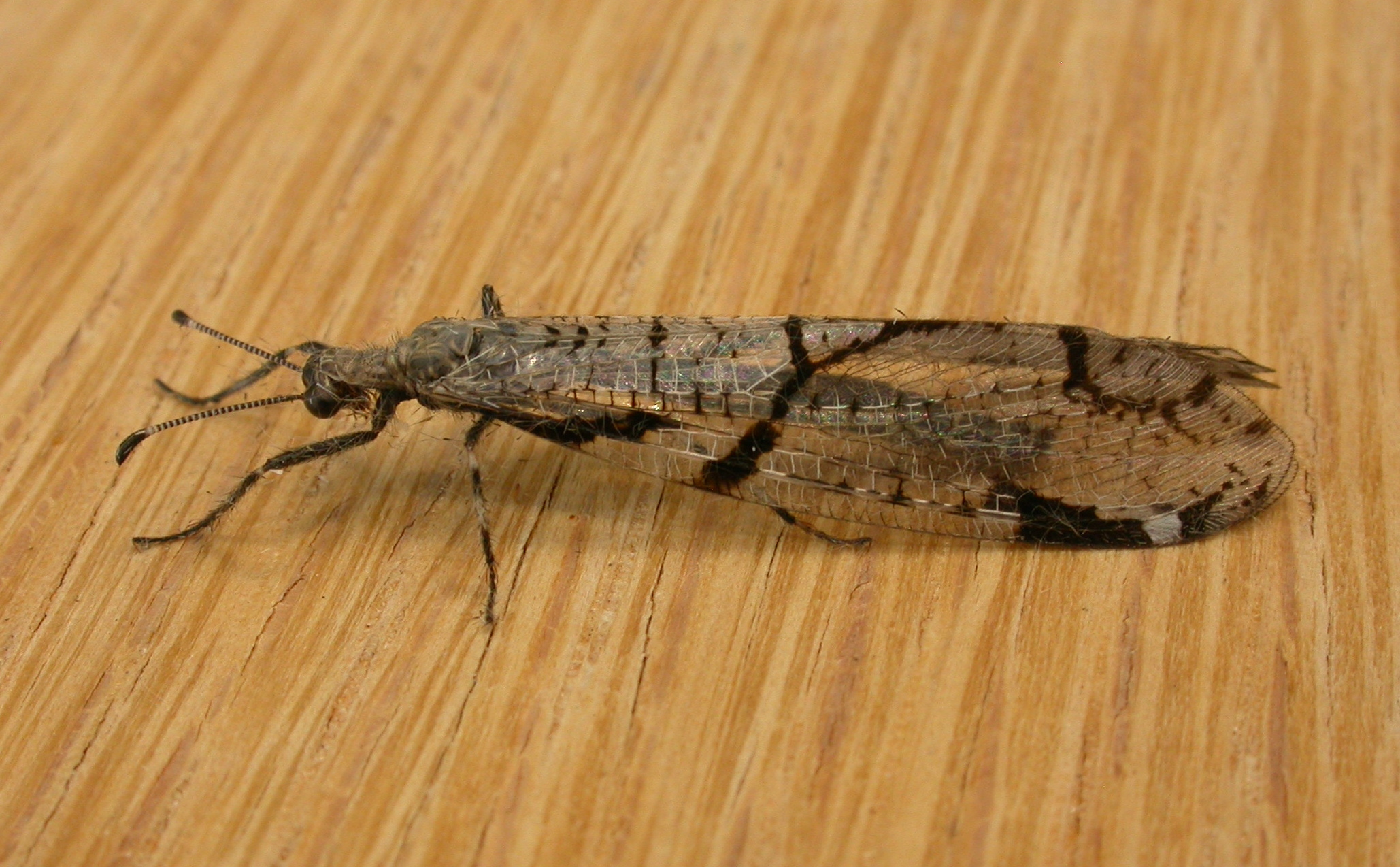
Dendroleon amabilis – imago

## Klasyfikacja
Wielu autorów podejmowało próby ustalenia relacji pokrewieństwa pomiędzy gatunkami zaliczanymi do tej rodziny. Wyróżniono kilka podrodzin obejmujących liczne plemiona, m.in. podrodziny:
- Stilbopteryginae,
- Palparinae,
- Myrmeleontinae.